# Heinz Pöppe
Heinz Pöppe (* 12. August 1896 in Bochum; † 7. Juni 1963 ebenda) war ein deutscher Schlosser und Politiker (KPD).
Pöppe besuchte die Volksschule und die Fortbildungsschule. Er arbeitete als Schlosser in Bochum. Politisch schloss er sich der KPD an und war für diese von 1924 bis November 1929 Stadtverordneter in Bochum. Von 1926 bis 1929 war er auch Abgeordneter zum Ruhrparlament des Siedlungsverbands Ruhrkohlenbezirk. Von Februar 1926 bis Januar 1930 war er für die KPD Abgeordneter im Preußischen Staatsrat.
Nach dem Zweiten Weltkrieg wurde er im August 1945 Mitglied im Stadtausschuss der Stadt Bochum. Am 2. Januar 1946 wurde er zum Stadtrat gewählt. Er war unter anderem für die Wirtschaftsförderung zuständig.